# Jacques Cartier (joyero)
Jacques-Théodule Cartier (2 de febrero de 1884 - 10 de septiembre de 1941) fue un joyero francés, ejecutivo de la compañía Cartier.

## Primeros años
Cartier nació en 1884 en París. Fue uno de los tres hijos de Alfred Cartier (1841-1925) y de Amélie Alice (Griffeuille) Cartier (1853-1914). Sus dos hermanos fueron Pierre Cartier y Louis Cartier. Su abuelo, Louis-François Cartier, se había hecho cargo del taller de joyería de su maestro, Adolphe Picard, en 1847, fundando así la famosa firma de joyería Cartier.
Jacques se graduó en Collège Stanislas.

## Carrera
Junto con sus dos hermanos mayores, Jacques trabajó para crear la mundialmente famosa marca y empresa Cartier, dedicada a la joyería y la relojería. Mientras abría y dirigía la tienda de Londres, su hermano Pierre dirigía la de Nueva York. Jacques se hizo cargo de las operaciones de Cartier en Londres en 1909 y finalmente se trasladó a la ubicación actual en el número 175 de Bond Street. Mientras tanto, Louis fue el diseñador que creó el estilo Cartier, que ha perdurado como línea maestra de la compañía.
Los hermanos se dividieron y ampliaron el mercado de la firma. Cartier tuvo mucha suerte al ser recomendado por la Princesa Matilde, la joven prima de Napoleón III, lo que contribuyó a dar impulso al negocio. A principios del siglo XX, «Cartier se convirtió en el joyero de los Rockefeller, los Vanderbilt, los Ford, los Morgan, el rey Eduardo VII del Reino Unido, Zog I de Albania y Chulalongkorn de Tailandia, quienes, solo en 1907, según el biógrafo de Cartier, Hans Nadelhoffer, compraron brazaletes de la firma por un valor de 450.000 dólares».
Mientras que Louis y Pierre se casaron muy pronto, Jacques se mantuvo soltero durante unos años, ocupado en satisfacer las necesidades y deseos de la realeza, y viajando al extranjero en busca de gemas de belleza única y excepcional. Acudió al Golfo Pérsico para encontrar la perla perfecta. Posteriormente, viajó a la India, llevando magníficas joyas de maharajás locales al estudio londinense para rediseñarlas y modificarlas. Juntos, Pierre y Jacques compraron una gran cantidad de perlas y piedras preciosas a un príncipe indio. La singularidad de las perlas y piedras creó una sensación de especialidad en cada pieza de joyería, lo que contribuyó al éxito de su negocio.
Jacques dirigió la tienda londinense hasta su fallecimiento en 1941. Su hermano Louis falleció al año siguiente, en julio de 1942. La familia de joyeros Cartier cedió el control del negocio familiar en 1964, debido al fallecimiento de Pierre.

## Vida personal
En 1912, Cartier se casó con Anna Margaretha "Nelly" (de soltera Harjes) Gardiner (1878-1972). Nelly, divorciada de Lion W. Gardiner, de Isla Gardiners, era madre de Mary Dorothy Gardiner (esposa de Victor Louis Marie Jean Dupont) y hermana del banquero Henry Herman Harjes, socio de J. P. Morgan en Francia. Juntos, fueron padres de cuatro hijos:
- Jacqueline Elma Cartier (n. 1913), quien se casó con el estadounidense Sylvester Gardiner Prime de Shelter Island (descendiente de Nathaniel Prime),[8][10] en 1939.[11]

- Alice Cartier (n. 1915), quien se casó con Carl Nater, hijo del alcalde de Sankt Moritz, en 1945.[12]

- Jean-Jacques Cartier (1920-2010), quien se casó con Lydia Baels (1920-1990), hija de Henri Baels. La hermana de Lydia, Lilian Baels, fue esposa del rey Leopoldo III de Bélgica.[3]

- Alfred Harjes Cartier (1922-1974), quien se casó con Elizabeth Conn (1911-1976) en 1945.[8]

Cartier falleció el 10 de septiembre de 1941 en Dax durante la ocupación de Francia por las Fuerzas del Eje. Fue enterrado en el Mausoleo de la Familia Cartier en el Cementerio de Gonards y Versalles.